# Fourgon-chaudière
 (août 2021).

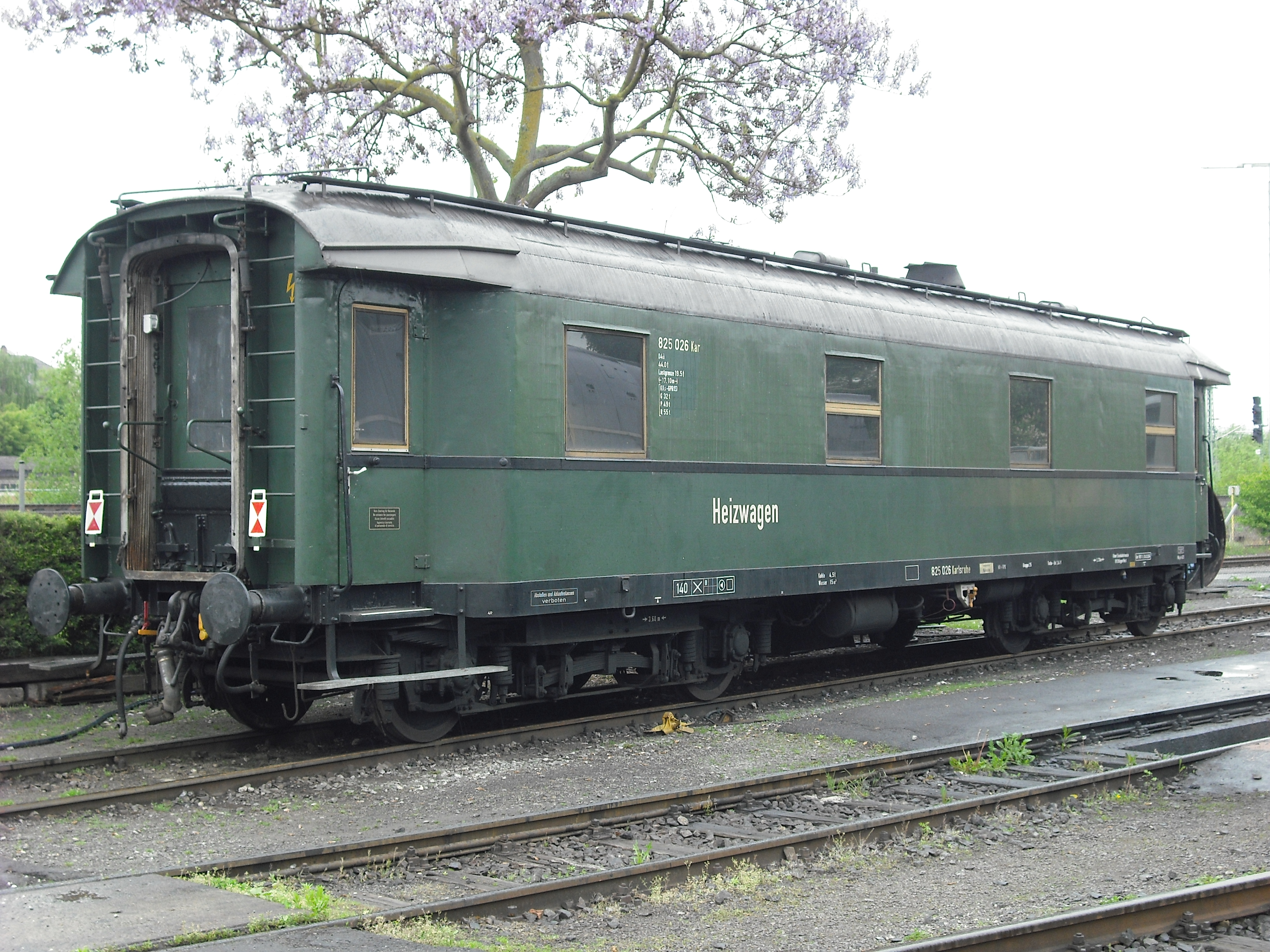
Fourgon-chaudière ex-DR.

Un fourgon-chaudière est un fourgon ferroviaire ayant pour fonction de produire la vapeur nécessaire au chauffage des voitures de passagers en l'absence des locomotives à vapeur.

## Utilité
Les fourgons-chaudière sont apparus avec l'arrivée des locomotives électriques et Diesel, à l'époque incapables de chauffer les voitures qui disposaient de radiateurs alimentés par de la vapeur produite par les locomotives à vapeur. Ces fourgons disparaîtront avec l'arrivée des radiateurs électriques et de machines Diesel suffisamment puissantes pour fournir une partie de l'énergie produite au chauffage des trains.
Certains fourgons-chaudière sont préservés, notamment par l'association qui gère la 141 R 1199 de Nantes, ou l'association de la 141 R 1126 de Toulouse pour assurer le préchauffage du fioul lourd du tender nécessaire à la mise en chauffe de la locomotive.

## Exemples

### Fourgons de la SNCF

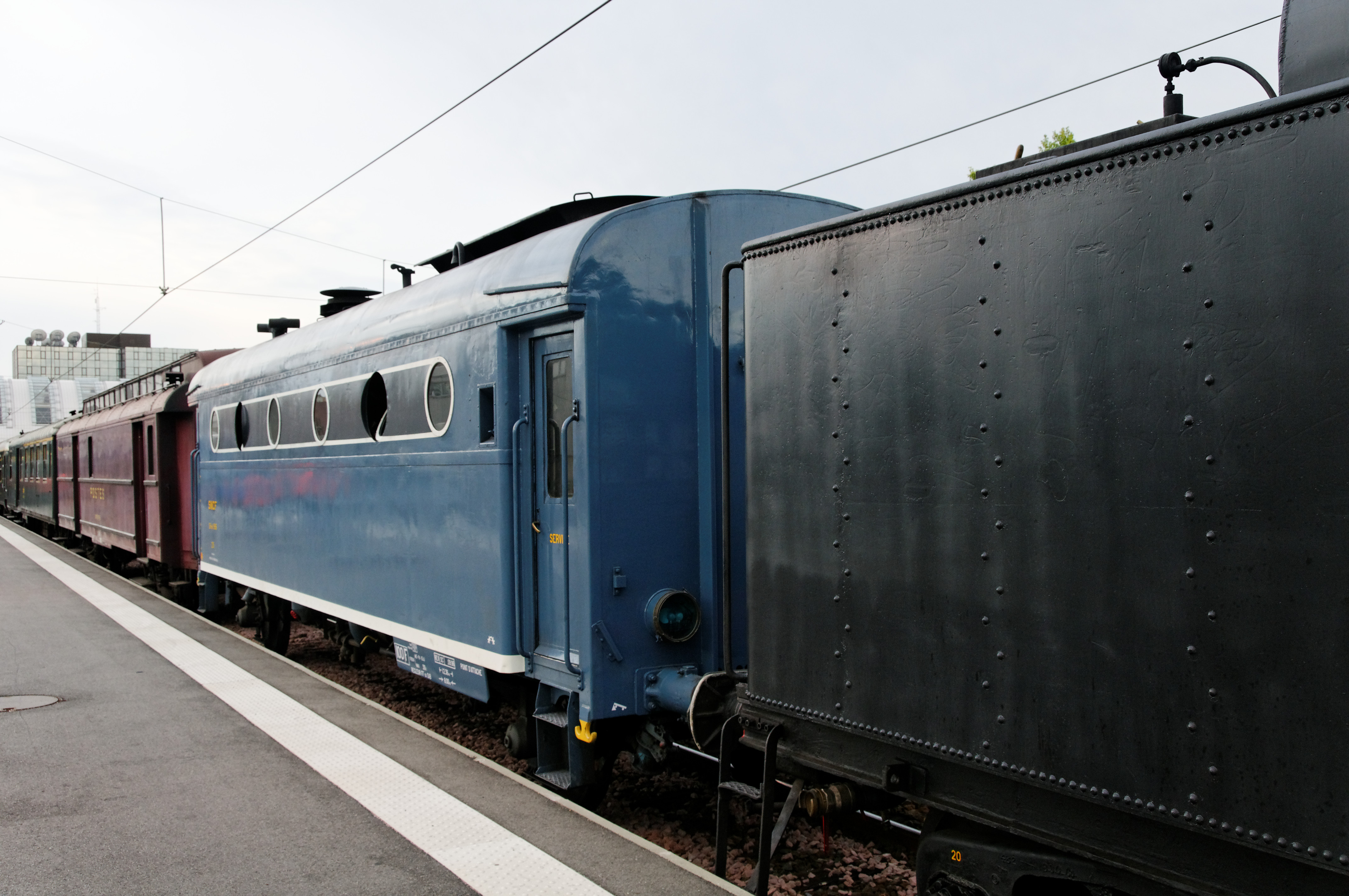
Le fourgon-chaudière C 996 SNCF attelé à la 141 R 840.

Les réseaux français ont été parcourus par les fourgons-chaudière (ci-dessous donnés en numérotation SNCF de 1964) :
- C 701 à 709 à 2 essieux, anciens Midi Efps 271 à 300 (issus de la transformation en 1924 de fourgons à bagages de type DDr 4000), devenus SNCF SHf 401 à 409 ;
- C 710 à 725 du PLM à 3 essieux ;
- C 729 à 734 à bogies ex-DR 41 (Dsmyi et SHmyf avant leur affectation au Nord)[1] ;
- C 735 à 740 et 741 à 744 à bogies d'origine Midi, de 1957-1958 ; chaudière de 1 600 kg/h ;
- C 745 à 794 à 2 essieux (court à 4 hublots) en livrée Diesel bleue, construits dès 1958 sur châssis de fourgons Ouest ; chaudière de 800 kg/h ; ex SHmfp 411 à 415 et 565 à 569, unifiés en 1960 en SHmfp 745 à 754 ̟+ 40 autres sans intercirculation produits entre 1960 et 1962 ;
- C 881 à 999 à 2 essieux (long à 6 hublots), de 22,9 t et 12,360 m de long, construits entre 1960 et 1963, aptes aux 140 km/h, livrée Diesel bleue ; chaudière de 1 300 kg/h ; retirés du service en 1988.

### Fourgons préservés

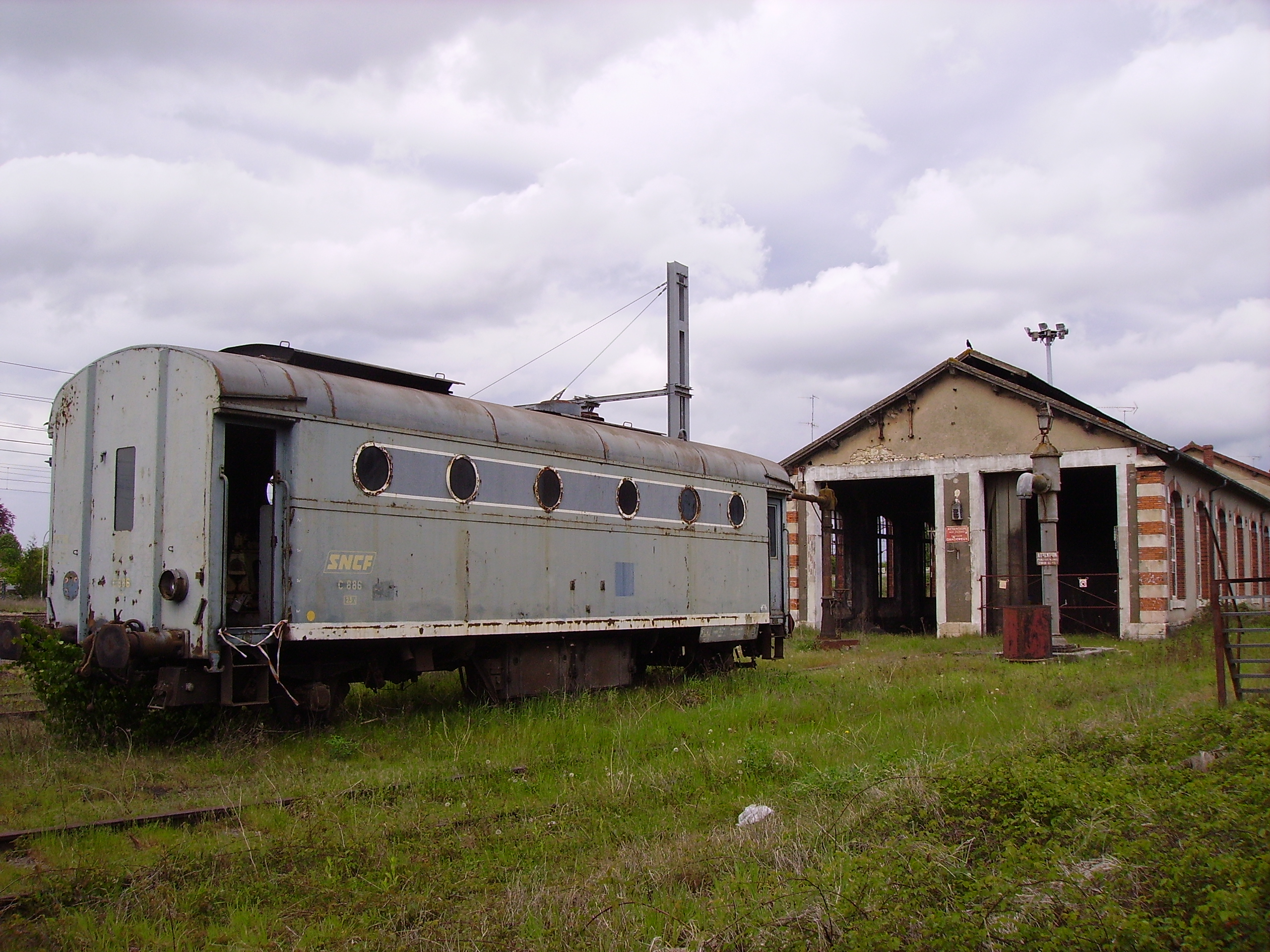
Le fourgon-chaudière C 886.

- C 886 par l'AAATV (Amicale des Anciens et Amis de la Traction Vapeur) Centre-Val de Loire, transféré en 2003 à l'ancien dépôt de la gare de Cosne-sur-Loire, en réserve pour la 141 R 840[2].
- C 890 par l'association Loco Vapeur R 1199 à Nantes pour la 141 R 1199[3].
- C 901 par l'APPAF à Nîmes pour la 141 R 1298.
- C 958 par l'ACPR 1126 à Toulouse pour la 141 R 1126[4].
- C 996 par l'AAATV Centre-Val de Loire à Fleury-les-Aubrais pour la 141 R 840[5].
- SH 714 du PLM à la cité du train à Mulhouse (présenté partiellement découpé).

## Modélisme
Les fourgons SNCF suivants ont été reproduits en modélisme à l'échelle HO :
- C 734 par Héris-Modelleisenbahn (ref 14112)
- C 922 par Jouef (1968, 1983) ;
- C 976, C 990, SH 994 par Jouef/Lima (1999, 2002) ;
- C 924 par Lima-Rivarossi (2004) ;
- SH 971, SH 890, C 942, C 996, C 966 par Hornby-Jouef (depuis 2006).